# Virestads kyrka
Virestads kyrka är en kyrkobyggnad i Virestad i Växjö stift. Den är församlingskyrka i Virestad-Härlunda församling. Kyrkan ligger en knapp kilometer öster om Virestadsjön.

## Kyrkobyggnaden
Vid platsen för den nuvarande kyrkan fanns tidigare en äldre medeltida kyrka. Delar av denna ingår i den nya stenkyrka som byggdes 1799-1800 efter ritningar av Per Wilhelm Palmroth vid Överintendentsämbetet. Först år 1830 invigdes kyrkan av biskop Esaias Tegnér. Kyrkan som är uppförd i nyklassicistisk stil består av ett långhus  som avslutas med en rak  korvägg och en bakomliggande sakristia i öster. Tornet beläget i väster är försett med en tornhuv med balustrad samt en mindre lanternin. I tornhuven finns tornur som tillkom 1810. Huvudingången går genom tornets bottenvåning. Sakristian har en separat ingång från söder. Yttertaket är belagt med kopparplåt, men var ursprungligen rödtjärade spån. En omfattande inre renovering genomfördes under större delen av 1994.

## Inventarier

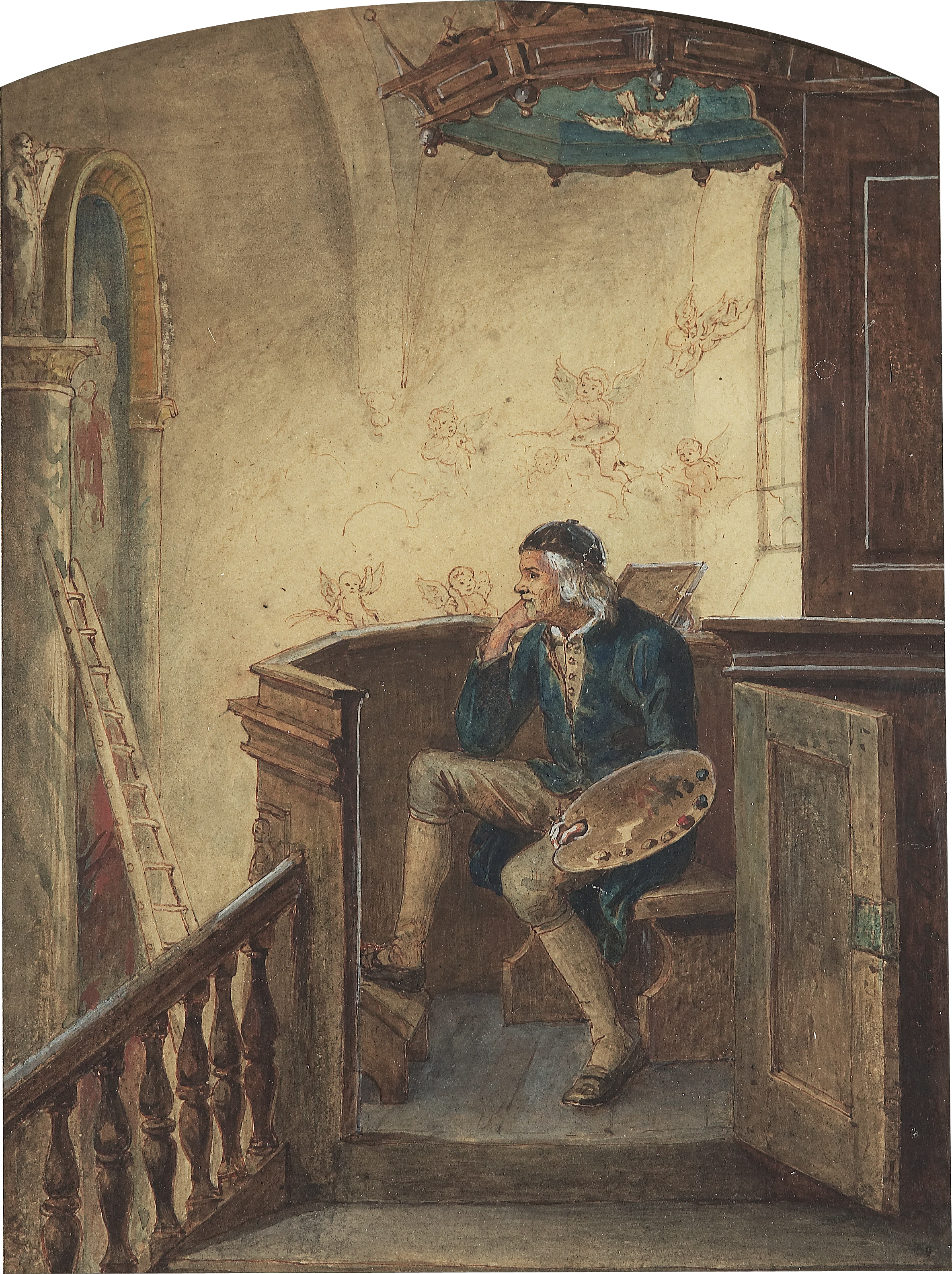
Bengt Nordenberg: Porträtt av Per Hörberg i predikstolen i Virestad kyrka, 1860

- Nuvarande predikstol är från 1871 och tillkom samtidigt med nuvarande altarring.
- Gamla predikstolen från 1600-talet används idag som ambo och står i korets norra del, nedanför den nyare predikstolen.
- Altartavla av Pehr Hörberg målad 1800. Motiv: "Jesus lär var dag i templet".
- Nattvardskärl från 1806.
- En så kallad Lentulustavla föreställer Kristus och är troligen från början av 1700-talet.

## Orglar

### Huvudorgel
- 1690/1700 byggde Hans Henrich Cahman ett 8-stämmig orgelpositiv i kyrkan.[1] Från 11 december 1856 var orgeln till salu för nedsatt pris 400 R:dr Riksgälds. December 1859 var annons fortfarande inne.[2] Sedan såldes orgeln till Uråsa kyrka. Sedan 1894 är orgelpositivet uppsatt i kyrksalen i Smålands museum, Växjö.

| Manual       |
| Gedackt 8'   |
| Principal 4' |
| Oktava 2'    |
| Mixtur III   |
| Tertian II   |
| Kvinta 2'    |
| Scharf II    |
| Trumpet 8'   |

- 1857 byggde Johan Nikolaus Söderling en 18-stämmig piporgel med två manualer och pedal.
- 1944 byggde Mårtenssons orgelfabrik en rörpneumatisk orgel med 25 stämmor fördelade på två manualer och pedal. Orgeln har fria och fasta kombinationer.

Disposition:
| Huvudverk I       | Svällverk II        | Pedal         | Koppel           |  |
| Borduna 16'       | Rörflöjt 8'         | Subbas 16     | II/I             |  |
| Principal 8'      | Salicional 8'       | Violon 8'     | 4' II/I          |  |
| Gedackt 8'        | Fugara 8'           | Kvinta 5 1/3' | 4' I/I           |  |
| Viola di Gamba 8' | Principal 4'        | Oktava 4'     | 16' II/I         |  |
| Oktava 4'         | Täckflöjt 4'        | Basun 16'     | I/P              |  |
| Rörflöjt 4'       | Nasat 2 2/3'        |               | II/P             |  |
| Kvinta 2 2/3'     | Waldflöjt 2'        |               |                  |  |
| Oktava 2'         | Ters 1 3/5'         |               |                  |  |
| Mixtur V ch.      | Kvintcymbel III ch. |               |                  |  |
| Trumpet 8'        | Krumhorn 8'         |               |                  |  |
|                   | Crescendosvällare   |               | Registersvällare |  |

### Diskografi
Inspelningar av musik framförd på kyrkans orgel.
- Gamla svenska orglar / Engsö, Rune ; Fagius, Hans ; Jacobson, Lena, orgel. 3CD. BIS-123. 1996.

### Kororgel
- 1977 inköps ett mekaniskt 5-stämmigt positiv med bihangspedal från A. Mårtenssons orgelfabrik, Lund.

Disposition: